# Topgachchi
Topgachchi (nep. तोपगाछी) – gaun wikas samiti we wschodniej części Nepalu w strefie Meći w dystrykcie Jhapa. Według nepalskiego spisu powszechnego z 2001 roku liczył on 4142 gospodarstw domowych i 20619 mieszkańców (10783 kobiet i 9836 mężczyzn).